# SeaBIOS
SeaBIOS je svobodná implementace BIOSu pro 16bitovou variantu platformy x86 počínaje procesory 386, která se snaží nabízet alternativní svobodný firmware pro tuto platformu, přičemž zachovává rozhraní typicky implementovaná proprietárními BIOSy.
Kromě možnosti pustit SeaBIOS přímo na hardware (například pomocí corebootu) je také možno jej používat v emulátorech, například v QEMU, v KVM nebo v Bochsu.
SeaBIOS je naprogramován v Céčku, k sestavení předpokládá sestavu nástrojů GNU a je uvolněn pod licencí GNU LGPL.